# Тверца (деревня)
Тверца — деревня в Калининском районе Тверской области, входит в состав Кулицкого сельского поселения.

## География
Деревня расположена приблизительно в 9 км на северо-запад от Твери на левом берегу реки Тверца рядом с одноименной железнодорожной платформой.

## История
Станция Тверца (ныне платформа) была открыта в 1913 году. Уже на карте 1928 года в районе станции были отмечены отдельные строения. На карте 1980 года жилая застройка отмечена уже и на берегу Тверцы.

## Население
Численность населения: 30 человек (русские 87 %, карелы 13 %) в 2002 году, 16 в 2010.